# Дівич-вечір
Дівич-вечір — передвесільна обрядова вечірка нареченої; прощання з дівуванням; день перед весіллям, зазвичай вечір п'ятниці або суботи.

## Проведення дівич-вечора
На дівич-вечері виготовляли восковий вінок та букетики для інших весільних чинів. До весілля прикрашали гільце квітами, стрічками. Коровай прикрашався калиною та гілочками, пекли ще інші обрядові хліби: «борону», «лежинь», «барило», «шишки». У п'ятницю перед весіллям наречена з дружками та наречений з боярами окремо йшли запрошувати на весілля. Всім кланялись по три рази в пояс, і старша дружка давала обрядовий хлібець — «шишку».
Зібравшись на дівич-вечорі, дівчата-дружки вибирали світилку — меншу віком дівчинку, яка сідала на покуті і тримала на заквітчаній калиною козацькій шаблі запалену трійчасту свічку.
Чекали на прибуття нареченого. Дружки співали журливих пісень, адже наречена прощалася з безтурботним дівочим життям (наприклад, «Летять галочки у три рядочки…»). Для нареченої сплітали красивий вінок. Прибуває молодий. Він обдаровує наречену, викупляє її гільце. Дівчата-дружки співають:
Благослови, Боже, і отець, і мати
Своєму дитяті на посад сідати.
На дівич-вечір, окрім виготовляння гільця та вінків, у багатьох районах влаштовували посад — окремо в домі нареченої і нареченого. Спільний посад як подружжя відбувався згодом, а цей посад символізував, як весь дівич-вечір, прощання з дошлюбним життям. Наречений і наречена у себе вдома сідали на кожух, під який було підкладено жито й гроші, батьки благословляли дитину на щасливий шлюб. Часто на дівич-вечорі влаштовували не тільки співи, а й танці, наречена могла востаннє стати в танок, у хоровод з подругами.
Після цього ритуалу, прикрасивши наречених вінками, їх починали називати «князем» та «княгинею», вони збирали весільний поїзд і йшли запрошувати гостей на весілля.